# یواس‌اس ادسال (دی‌یی-۱۲۹)
یواس‌اس ادسال (دی‌یی-۱۲۹) (به انگلیسی: USS Edsall (DE-129)) یک کشتی بود که طول آن ۳۰۶ فوت (۹۳ متر) بود. این کشتی در سال ۱۹۴۲ ساخته شد.